# ベイサイドエナジー市原発電所
ベイサイドエナジー市原発電所（ベイサイドエナジーいちはらはつでんしょ）は、千葉県市原市五井南海岸にある火力発電所。

## 概要
電源開発が100%出資して設立した株式会社J-POWERサプライアンドトレーディング（旧名称；株式会社ベイサイドエナジー）が経営する発電所である。特定規模電気事業者(PPS)向け電気供給事業として2003年10月に着工し、2005年4月1日に運転を開始した。

## 発電設備
1号機
発電方式：コンバインドサイクル発電方式
定格出力：10.765万kW
使用燃料：LNG
営業運転開始：2005年4月